# Hadler Hochzeitssuppe

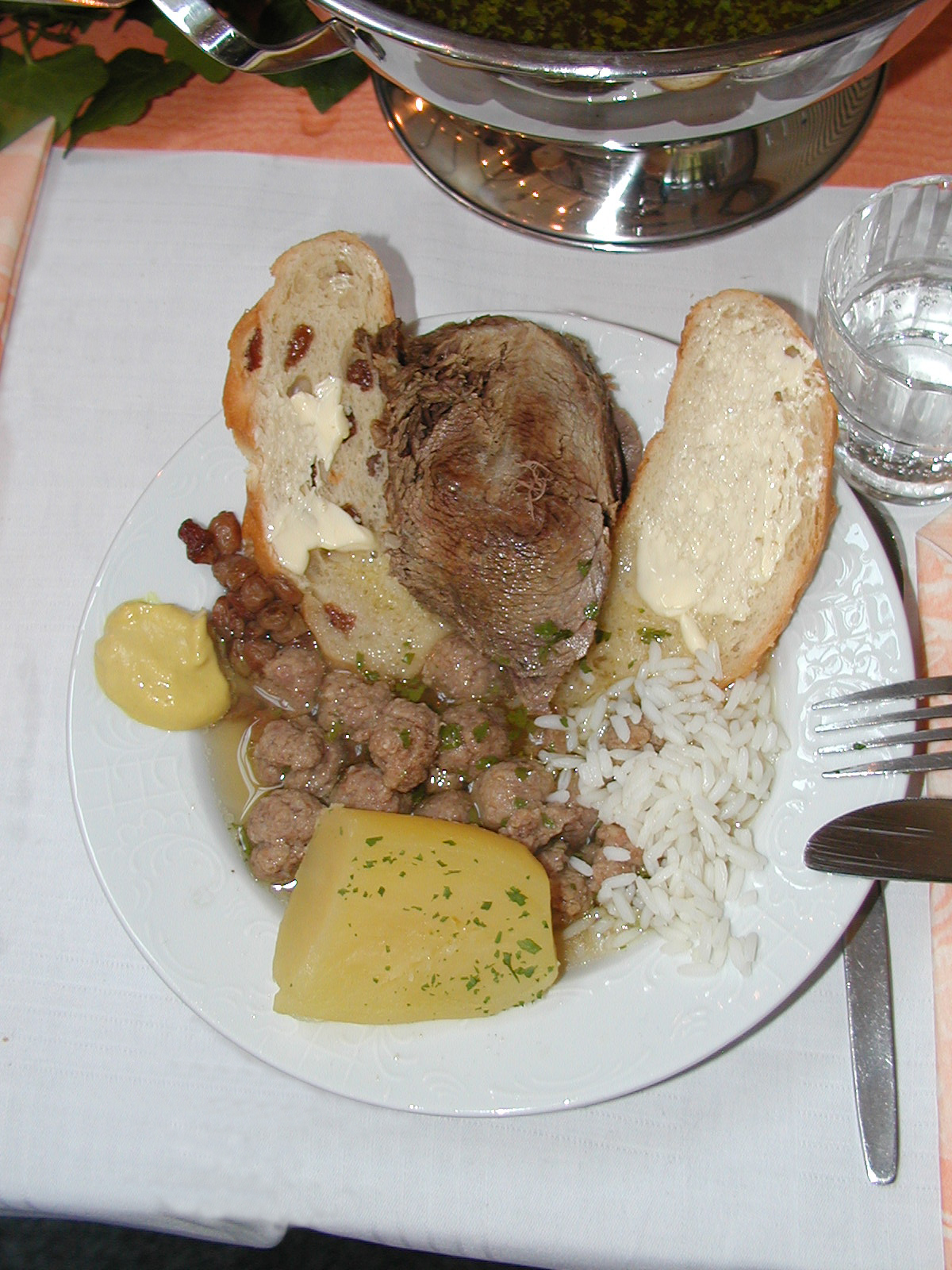
Hadler Hochzeitssuppe, mit allen Beilagen auf einem Teller

Bei der Hadler Hochzeitssuppe, oder Balkensuppe (nach plattdeutsch: Balken = „Bällchen“, nicht nach den Holzstreben), handelt es sich um ein traditionelles Gericht aus dem Land Hadeln im Elbe-Weser-Dreieck, das meist in größeren Mengen für Hochzeiten zubereitet wird. Die so genannte Frische Suppe, mit gewöhnlichem Suppenfleisch und Suppenknochen, stellt eine schlichtere Version für die häusliche Küche dar.
Ursprünglich wurde bei Hochzeiten im Land Hadeln ein ganzer Ochse in Waschkesseln gekocht, um die oftmals mehreren hundert Gäste zu bewirten, die alle ihr eigenes Essgeschirr mitbringen mussten. Umgangssprachlich nennt man so eine Hochzeit noch heute Suppenhochzeit, im Gegensatz zu der Bratenhochzeit, wo man gemischten Braten serviert. Heute bieten aber auch viele regionale Restaurants die Hadler Hochzeitssuppe an, wenn auch oft nur auf Vorbestellung für angemeldete Gruppen. Obwohl das Rezept sehr einfach ist, gilt sie vielen als die „Königin der Suppen“.
Die Grundlage bildet bestes knochenloses Rindfleisch (oft Bratenstücke, aber auch die fettere Ochsenbrust), das etwa zwei Stunden lang mit Sellerie, Porree, Mohrrüben und gelegentlich etwas Ingwer gekocht wird. Schließlich werden die Balken hinzu gegeben, die nur etwa 20 Minuten in der Brühe ziehen. Diese bestehen entweder aus gemischtem Hackfleisch von Schwein und Rind, oder aus reinem Rinderhack, das mit Butter, Ei, Semmelbrösel, Salz, Pfeffer, und mit geriebener Muskatnuss zu 1 bis 1,5 Zentimeter dicken Bällchen geformt wird. Insgesamt rechnet man mit zwei Pfund Fleisch pro Person (Hack und Suppenfleisch zusammen). Traditionell werden die Balken am Vortag, in geselliger Runde, von den Nachbarsfrauen und den weiblichen Verwandten der Brautleute mit bloßen Händen gerollt.
Die Suppenschüsseln und das aufgeschnittene Fleisch werden von den Kellnern in einer Art Prozession in den Festsaal getragen. Danach wird das Fleisch in der Regel auf dem Teller klein zerschnitten. Man gibt separat gekochten Reis (teilweise mit Rosinen) und Petersilie, dazu und übergießt das Ganze mit der Suppe. Manche essen das Fleisch, mit Salzkartoffeln und Senfsauce, jedoch getrennt vor oder nach der Suppe. Das wird von Dorf zu Dorf verschieden gehandhabt. Begleitet wird das Essen mit gebuttertem Stuten (süßes Weißbrot) oder von Rosinenstuten und klarem Kornbrand. Welches der beiden Brote gereicht wird, ist davon abhängig, ob die Rosinen bereits beim Reis dabei sind oder nicht.
Traditioneller Nachtisch sind eingekochte Trockenpflaumen mit Zimt und/oder Rum, oder die Welfenspeise (eine weiße Milch-Vanille-Creme mit einer Haube aus gelbem Weinschaum, in den Farben des Welfenhauses).